# العداء الفرنسي الألماني

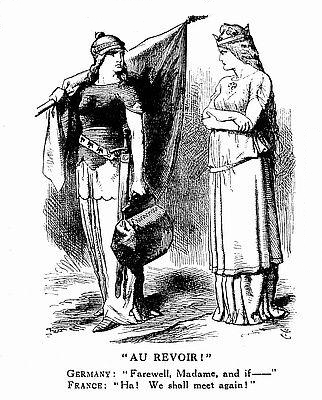
ألمانيا: "وداعًا سيدتي، وإذا -" فرنسا: "ها! سوف نلتقي مرة أخرى!"

العداوة الفرنسية الألمانية هي فكرة العلاقات العدائية التي لا يمكن تجنبها والانتقام المتبادل بين الألمان (بما في ذلك النمساويين) والشعب الفرنسي والتي نشأت في القرن السادس عشر وأصبحت شائعة في الحرب الفرنسية البروسية 1870-1871. كانت العداوة مع فرنسا عاملًا مهمًا في توحيد ألمانيا (باستثناء النمسا)، والحرب العالمية الأولى وانتهت بعد الحرب العالمية الثانية، عندما أصبحت كل من ألمانيا الغربية وفرنسا، تحت تأثير الحرب الباردة، جزءًا من حلف الناتو والجماعة الأوروبية للفحم والصلب.

## الأصول المفترضة
التنافس والاختلافات الثقافية بين الغاليين والقبائل الجرمانية -ثقافات ما قبل الرومان التي تطورت تدريجيًا لتصبح فرنسا وألمانيا- لاحظها يوليوس قيصر في كتابه عن الحرب الغاليّة.
استخدم الرومان والقرطاجيين والعديد من الثقافات الأخرى رجال قبائل الغال كمرشدين ومترجمين. أغار الغاليين بشكل متكرر على الأراضي الرومانية، وكانت أكثر غارة إثارة للإعجاب في 390/387 قبل الميلاد (390 قبل الميلاد هو التقليدي و 387 قبل الميلاد سنة محتملة)، واستولوا على روما نفسها بعد معركة أليا وقبلوا فدية كبيرة للإفراج عن المدينة. كانت بلاد الغال نفسها ذات أهمية إستراتيجية بسبب موقعها الجغرافي وكذلك مصدر للدخل والمرتزقة والعبيد.
على النقيض من ذلك، ظلت القبائل الجرمانية أكثر عزلة وانقسامًا. تقع ألمانيا بعيدًا عن النطاق الروماني وكانت محمية جيدًا بالحواجز الطبيعية القوية لجبال الألب ونهر الراين والدانوب والغابات الكثيفة. لذلك، حولت الإمبراطورية الرومانية المتوسعة انتباهها إلى بلاد الغال أولًا، وبلغ ذلك الانتباه ذروته في غزو يوليوس قيصر لبلاد الغال في الخمسينيات قبل الميلاد.
بسبب قربها من روما والعقبات الجغرافية الأقل صعوبةً، تمكنت روما من تعزيز سيطرتها على بلاد الغال. على مدى القرون الثلاثة التالية، وحتى أزمة القرن الثالث، كانت بلاد الغال جزءًا لا يتجزأ من الإمبراطورية الرومانية. أصبحت بلاد الغال تدريجيًا رومانيةً، إذ تبنى شعبها العادات الرومانية ودمجوا لغاتهم الأصلية مع اللاتينية لإنتاج الفرنسية القديمة، التي تطورت خلال العصور الوسطى إلى الفرنسية.
من ناحية أخرى، لم تكن جرمانيا تحت السيطرة الرومانية. لم تُدمج ألمانيا الغربية، المعروفة لدى الرومان باسم جرمانيا، في الإمبراطورية حتى القرن الأول الميلادي، وتوقف الرومان عن محاولة غزو النصف الشرقي من ألمانيا ورومنته بعد معركة غابة تويتوبورغ الكارثية.
تعاونت الاختلافات الثقافية بين الإغريق والألمان مع المدى المختلف للرومنة بشكل كبير لتأسيس الثقافتين ككيانات متميزة ومنفصلة خلال الفترة الأخيرة للإمبراطورية الرومانية وأوائل العصور الوسطى. تخلى الفرنجة، وهم أنفسهم قبيلة جرمانية، عن جزء كبير من الإرث اللغوي والثقافي لأسلافهم الجرمانيين بعد غزو بلاد الغال وأصبحوا في الوقت المناسب مختلفين عن القبائل الجرمانية الأخرى الأقرب إلى نهر الراين وشرق الراين.
حققت الإمبراطورية الكارولنجية التي أسسها شارلمان عام 800 وحدة سياسية مؤقتة، لكن وفاة لويس الورع ابن شارلمان كان بمثابة علامة على زوالها، إذ قُسمت مملكة كارولينجيان في 843 إلى ثلاثة أجزاء بموجب معاهدة فردان. وسرعان ما انقسمت فرنسا الوسطى التي لم تدم طويلًا، الجزء المركزي الضعيف تحت حكم الإمبراطور لوثير الأول. أصبح الجزء الشمالي من لوثارنغيا على جانبي حدود اللغة موضع خلاف بين الممالك الغربية والشرقية التي تطورت إلى الدول الحديثة مثل فرنسا وألمانيا.
حافظت فرنسا على دور جيوسياسي أكبر بكثير في الخارج خلال العصور الوسطى، إذ خاضت حروبًا ضد الإسبان والإنجليز والتي حددت في نهاية المطاف هوية الأمة كوحدة متكاملة ومنفصلة سياسيًا، واحتلت دورًا مهمًا باعتبارها أكبر وأقوى وأضخم أمة مسيحية من حيث عدد من السكان في أوروبا. لهذه الأسباب، حلت الفرنسية تدريجيًا محل اللاتينية كلغة مشتركة للدبلوماسية والثقافة الدولية. من ناحية أخرى، ظلت ألمانيا أكثر انفتاحًا داخليًا.
غيّر صعود بروسيا السريع في القرن التاسع عشر، وبعد عام 1871 إلى أوائل القرن العشرين، الإمبراطورية الألمانية، حتى بدون النمسا، وميزان القوى بين البلدين. أدى هذا إلى ظهور تغيير وجودي في طبيعة علاقتهما، التي تحددها القومية الحديثة العدائية بشكل متزايد. كان الكتاب والمؤرخون والسياسيون في كلا البلدين يميلون إلى إظهار عداوتهم بصورة خلفية، واعتبروا كل التاريخ رواية واحدة ومتماسكة ومتواصلة للصراع المستمر، وأعادوا تفسير التاريخ السابق ليتناسب مع مفهوم العداء الوراثي. 

### فرنسا وهابسبورغ
في عام 1477، تزوج أرشيدوق هابسبورغ ماكسيميليان الأول النمساوي، ابن الإمبراطور فريدريك الثالث، من ماري ريتش، الابنة الوحيدة لدوق بورغوندي تشارلز الصلب. رتب فريدريك وتشارلز الزواج، قبل وقت قصير من مقتل الدوق في معركة نانسي.
كان أسلافه من عائلة فالوا بورغندي الفرنسية على مر القرون قد اكتسبوا مجموعة من الأراضي على جانبي حدود فرنسا مع الإمبراطورية الرومانية المقدسة. امتدت من بورغوندي في الجنوب إلى البلدان المنخفضة في الشمال، وتشبه إلى حد ما أوائل العصور الوسطى في فرنسا. عند وفاة الدوق، حاول الملك لويس الحادي عشر ملك فرنسا الاستيلاء على تراثه باعتباره إقطاعيات عائدة، لكنه هزم من قبل ماكسيميليان، الذي ضم بموجب معاهدة سينليس 1482 أراضي بورغونديان، بما في ذلك فلاندرز وكذلك أرتوا الناطق بالفرنسية وأكد حيازته مقاطعة بورغوندي (فرانش كومتي).
ماكسيميليان، الإمبراطور الروماني المقدس من عام 1493 ، كان قادرًا أيضًا على تزويج ابنه فيليب الوسيم لجوانا من قشتالة، وريثة كل من تاج قشتالة وتاج أراغون. حفيده، الإمبراطور شارل الخامس، ورث البلدان المنخفضة وفرانش كومتيه في عام 1506؛ عندما ورثت والدته إسبانيا في عام 1516، كانت فرنسا محاطة بأراضي هابسبورغ وشعرت بالضغط. تسبب التوتر الناتج بين القوتين في عدد من الصراعات، مثل الحروب الإيطالية أو حرب الخلافة الإسبانية، حتى الثورة الدبلوماسية عام 1756 جعلتهم حلفاء ضد بروسيا.
كانت حرب الثلاثين عامًا (1618–1648) نزاعًا معقدًا وقع في وحول الإمبراطورية الرومانية المقدسة لأسباب دينية وبنيوية وسلاليّة. تدخلت فرنسا في هذا الصراع بشكل غير مباشر، إلى حد كبير ولكن ليس حصريًا، إلى جانب مختلف القوى البروتستانتية المتدخلة، وكذلك بشكل مباشر من عام 1635 فصاعدًا. أعطت اتفاقية سلام فيستفاليا عام 1648 لفرنسا سيطرة محدودة على الألزاس ولورين. عززت معاهدات نيميجن عام 1679 هذه النتيجة من خلال إخضاع المدن للسيطرة الفرنسية. في عام 1681، احتلت فرنسا مدينة ستراسبورغ.
في غضون ذلك، أصبحت الإمبراطورية العثمانية الإسلامية المتوسعة تهديدًا خطيرًا للنمسا المسيحية. أطلق الفاتيكان ما يسمى بالاتحاد المقدس ضد العدو الوراثي لأوروبا المسيحية. بعيدًا عن الانضمام أو دعم الجهد المشترك للنمسا وبراندنبورغ بروسيا والدول الألمانية الأخرى وبولندا، غزت فرنسا بقيادة لويس الرابع عشر ملك فرنسا هولندا الإسبانية في سبتمبر 1683، قبل أيام قليلة من معركة فيينا. بينما احتُلت النمسا والدول الألمانية الأخرى بالحرب التركية العظمى (1683-1699)، بدأت فرنسا حرب التحالف الكبير (1688–1697). فشلت محاولة احتلال أجزاء كبيرة من جنوب ألمانيا في النهاية، عندما انسحبت القوات الألمانية من الحدود العثمانية وانتقلت إلى المنطقة. ومع ذلك، في أعقاب سياسة الأرض المحروقة التي تسببت في احتجاجات شعبية كبيرة في ذلك الوقت، دمرت القوات الفرنسية، بقيادة الجنرال سيئ السمعة إزيشيل دو ماس، كومت دي ميلاك، أجزاء كبيرة من بالاتينات وبادن وفورتمبيرغ، وأحرقت ودمرت العديد من المدن والبلدات في جنوب ألمانيا.
في سياق حرب السنوات السبع وبالنظر إلى صعود مملكة بروسيا، التي أبرمت معاهدة وستمنستر للحياد مع الإمبراطورية البريطانية، أعاد الفرنسيون في عهد الملك لويس الخامس عشر تنظيم سياستهم الخارجية. أنهت الثورة الدبلوماسية التي حرض عليها المستشار النمساوي وينزل أنطون كونيتز في عام 1756 العداء بين فرنسا وهابسبورغ.